# تاسا برازيل
تاسا برازيل (بالبرتغالية: Taça Brasil‏) (بالعربية: كأس البرازيل) كانت البطولة الوطنية البرازيلية لكرة القدم التي تم التنافس عليها من 1959م إلى 1968م.

## وصلات خارجية
- CBF Confederação Brasileira de Futebol - Brazilian Football Confederation باللغة البرتغالية
- Taça Brasil at RSSSF Brasil
- Eternal matches: Cruzeiro 6x2 Santos